# Makak lví
Makak lví (Macaca silenus) je druh opice, vyskytující se v pohoří Západní Ghát na jihu Indie.

## Popis
Makak lví má černou srst, s výjimkou jeho bílé hřívy, která lemuje téměř celou hlavu. Na délku měří 42 až 61 cm. S hmotností 2 až 10 kg se řadí mezi menší makaky. Ocas je dlouhý asi 25 cm a na konci má černý chomáč chlupů. Samec má tento chomáč rozvinutější než samice.
Březost trvá asi 6 měsíců. Samice dosahují pohlavní dospělosti ve věku 4 let, samci pak v 6 letech. V přírodě se dožívají v průměru 20 let, v zajetí až 30 let.

## Chování
Jedná se o druh s denní aktivitou. Většinu svého života tráví v horních patrech tropických deštných lesů. Žije ve skupinách o 10 až 20 jedincích, kde převládají samice. Jsou velmi teritoriální. Na případné vetřelce křičí, a jestliže se vetřelci nevzdálí, neváhají bojovat.
Živí se plody, pupeny, listy i jinými částmi stromů. Ojediněle si může zpestřit jídelníček holuby či jejich vejci. V případě rychlé změny prostředí, například při odlesňování, se dokáže dobře přizpůsobit novým podmínkám.

## Populace
Podle údajů z roku 2003 se ve volné přírodě vyskytuje 3000 až 3500 těchto makaků. Patří k nejvíce ohroženým primátům. Nejvíce je ohrožuje lidská činnost jako pěstování čaje či stavba vodních nádrží, protože se snaží lidem co nejvíce vyhýbat, což činí jejich areál výskytu ještě menší a tvoří se tak malé oddělené populace. V zoologických zahradách ve světě se v současnosti vyskytuje 338 těchto makaků. V ČR tento druh chová ZOO Ostrava, ZOO Liberec a ZOO Plzeň.